# キプロス・ポンド
キプロス・ポンド（英語：Cypriot pound）はキプロスと、イギリスの主権基地領域であるアクロティリおよびデケリアにおいて2007年12月31日まで使われていた通貨。リラ（ギリシア語：λίρα / 複数形 λίρες, トルコ語：lira）という名称でも呼ばれていた。ただし北キプロス・トルコ共和国においてはキプロス・ポンドではなく新トルコリラが使われており、キプロスのユーロ移行後も引き続き使用されている。
キプロスでは2008年1月1日に法定通貨をキプロス・ポンドからユーロに移行しており、そのさいには1ユーロ = 0.585274キプロス・ポンドの比率で交換されている。

## 歴史
イギリスがキプロスにおいてポンドを導入したのは1879年のことで、そのとき1ポンド = 180 トルコ・ピアストルとされた。1972年までキプロス・ポンドはポンド・スターリングと等価で、補助単位であるシリングとは1ポンド = 20シリング（ギリシア語：σελίνι / σελίνια, トルコ語：şilin）とされていた。また従来使われていた単位であるピアストル（ギリシア語：γρόσι / γρόσια, トルコ語：kuruş）も引き続き使用され、1シリング = 9ピアストルとされた。さらにピアストルも補助単位パラとのあいだで1ピアストル = 40パラとされていたが、パラの額面が使われた硬貨・紙幣は発行されておらず、郵便切手に記載されていた。
1955年、キプロスで1000ミル（μιλς, mil）を1ポンドとする十進法化が実施された。これにより日常では5ミルを1ピアストル、50ミルを1シリングと呼ぶようになった。また1983年には1ポンドは100セント（σεντ, sent）とされた。当時最小額面の硬貨は5ミルであった。この5ミル硬貨は1⁄2セントに改称されたがほどなく廃止され、ミル額面の硬貨は法定通貨ではなくなった。
キプロス・ポンドの晩期になると釣銭で支払われるはずの1セントや2セント硬貨が一部の店舗では出されなくなるようになった。また多くの事業主は純益額を5セント単位になるように切り捨てるといったことを行った。

### ユーロ移行にむけて
キプロスの通貨は2008年1月1日にユーロへ移行した。これに先立ってキプロス・ポンドは2005年5月2日に欧州為替相場メカニズムに組み込まれ、変動幅がユーロに対して0.585274ポンド±15%以内に制限された。その後ユーロ導入の正式な申請が2007年2月13日になされ、同年5月16日に欧州委員会がキプロスとマルタでのユーロ導入に賛成を表明、6月20日には欧州議会が、6月21日には欧州理事会でも承認された。2007年7月10日には欧州連合理事会の経済・金融理事会において移行時の為替相場を1ユーロ = 0.585274ポンドとすることが決定された。2007年7月12日から同年12月5日にかけて為替相場は1ユーロ = 0.5842ポンドとされ、12月7日以降は1ユーロ = 0.585274ポンドに固定された。
2006年夏、キプロス銀行は預金残高の明細でユーロによる表示の併記を開始した。またキプロス通信公社もその2か月後から使用量請求書でユーロによる表示を始めた。また少ないながらも一部の商店ではレシートでユーロによる金額を表示していた。2006年の晩秋までには明細書や価格表示でユーロによる金額を併記するようになった金融機関や商店の数は大幅に増えていた。

### ユーロ移行
2008年1月1日、キプロス共和国では法定通貨をキプロス・ポンドからユーロに移行し、そのさいの交換比率は1ユーロ = 0.585274ポンドとされた。ただポンド紙幣・硬貨は2008年1月31日まで法的効果が継続され、現金支払も有効とされていた。またキプロス・ポンドはキプロス国内の金融機関において2008年6月30日まで無料でユーロに交換することができた。ポンド硬貨はキプロス中央銀行において2009年12月31日まで、紙幣は2017年12月31日までそれぞれ交換が可能となっている。

## 硬貨

### 十進法化以前
1879年、1⁄4, 1⁄2, 1ピアストル銅貨が導入された。ギリシャ系キプロス人の間では10パラと等価であったことから、ピアストル銅貨をギリシャ語の10を意味する「デカ」を使って、デカラ（δεκάρα）と呼ばれていた。また1⁄2ピアストル硬貨は20を意味するギリシャ語「イコシ」からイコサラ（εικοσάρα）と呼ばれた。これらの硬貨に続いて1901年に3, 4+1⁄2, 9, 18ピアストル銀貨が導入された。なお9ピアストルと18ピアストルはそれぞれ1シリングと2シリングと等価である。また3ピアストル銀貨が発行されたのは1901年だけで、1⁄4ピアストル銅貨も1926年で鋳造が停止された。1934年には白銅でできた扇形の1⁄2ピアストル、1ピアストル硬貨が導入されたが、1942年に青銅製に変更されている。1947年、1シリングと2シリング硬貨が銀製から白銅製に変えられた。ピアストル硬貨とシリング硬貨は1949年を最後に鋳造が停止された。

### ミル硬貨

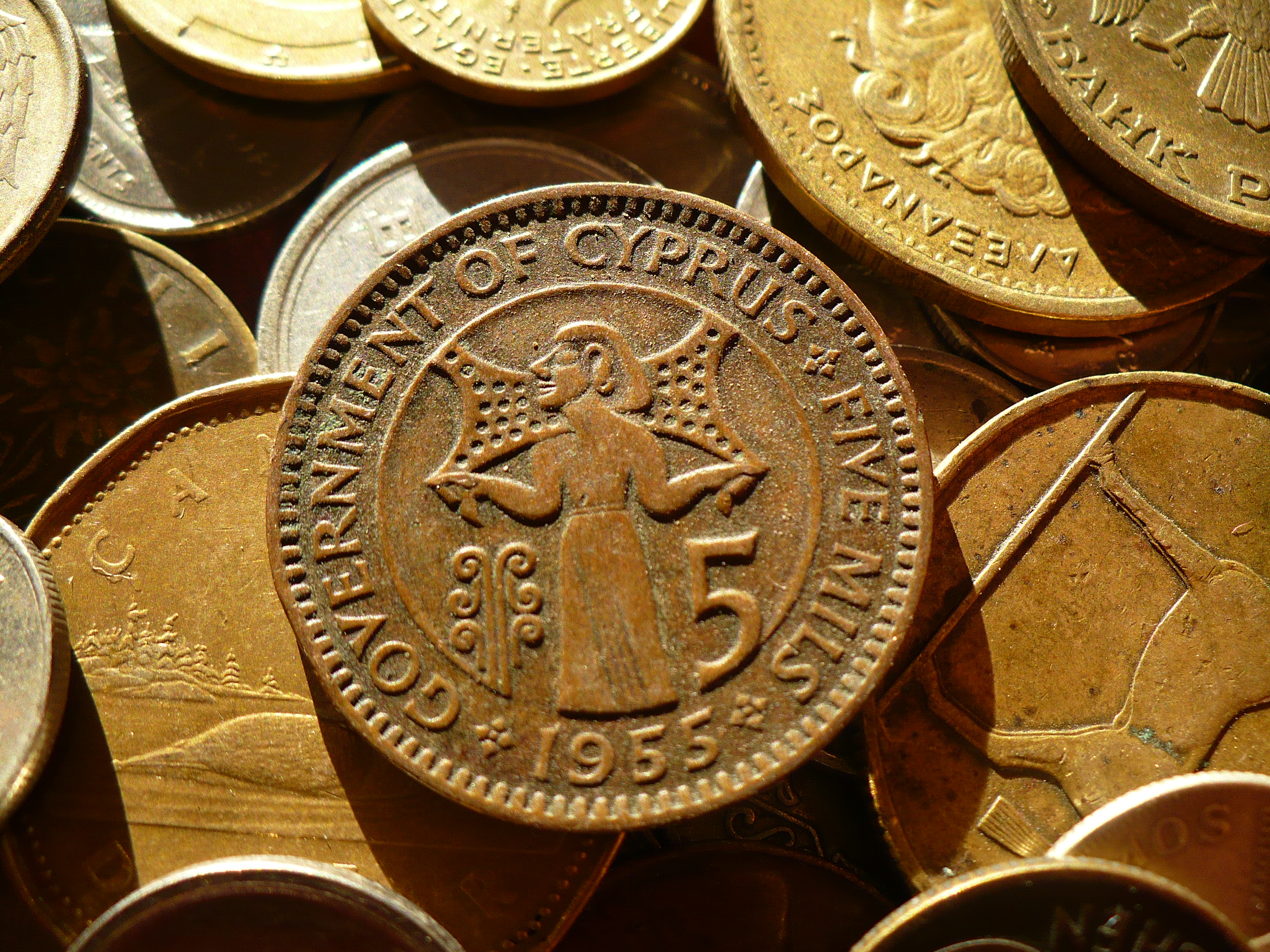
5 ミル 1955

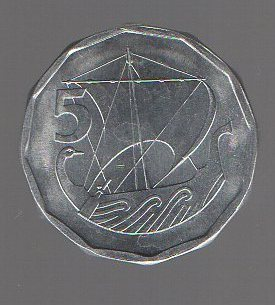
5 ミル 1982

1955年、3, 5, 10, 25, 50, 100ミル硬貨が導入され、このうち3ミルと5ミルは青銅製、ほかは白銅製であった。1963年には3ミル硬貨の廃止を受けて、十二角形でアルミニウム製の1ミル硬貨が導入された。1981年には十二角形でアルミニウム製の5ミル硬貨が導入された。

### セント硬貨
1983年、1⁄2, 1, 2, 5, 10, 20セント硬貨が導入され、このうち1⁄2セント硬貨は大きさ・素材ともに従来の5ミル硬貨と同じであったが、1⁄2セント以外の硬貨はニッケル黄銅で作られていた。また1⁄2セント硬貨はこの年だけしか鋳造されていなかった。1991年、それぞれの辺の長さが等しいものの曲線である七角形に近い形状の50セント硬貨が導入された。
| 画像を使うときは \| ユーロ導入直前に発行されていたセント硬貨 | 画像を使うときは \| ユーロ導入直前に発行されていたセント硬貨 | 画像を使うときは \| ユーロ導入直前に発行されていたセント硬貨 | 画像を使うときは \| ユーロ導入直前に発行されていたセント硬貨 | 画像を使うときは \| ユーロ導入直前に発行されていたセント硬貨 | 画像を使うときは \| ユーロ導入直前に発行されていたセント硬貨 | 画像を使うときは \| ユーロ導入直前に発行されていたセント硬貨 | 画像を使うときは \| ユーロ導入直前に発行されていたセント硬貨 | 画像を使うときは \| ユーロ導入直前に発行されていたセント硬貨                                                                                      | 画像を使うときは \| ユーロ導入直前に発行されていたセント硬貨 | 画像を使うときは \| ユーロ導入直前に発行されていたセント硬貨 | 画像を使うときは \| ユーロ導入直前に発行されていたセント硬貨 | 画像を使うときは \| ユーロ導入直前に発行されていたセント硬貨 |
| 画像                                                         | 額面                                                         | €換算                                                        | 数値                                                         | 数値                                                         | 数値                                                         | 数値                                                         | 記載事項                                                     | 記載事項 | 日付                                                         | 日付                                                         | 日付                                                         | 通称                                                         |
| 画像                                                         | 額面                                                         | €換算                                                        | 直径                                                         | 厚さ                                                         | 質量                                                         | 配合                                                         | 表面                                                         | 裏面 | 鋳造開始                                                     | 失効                                                         | 交換終了                                                     | 通称                                                         |
| ------------------------------------------------------------ | ------------------------------------------------------------ | ------------------------------------------------------------ | ------------------------------------------------------------ | ------------------------------------------------------------ | ------------------------------------------------------------ | ------------------------------------------------------------ | ------------------------------------------------------------ | --- | ------------------------------------------------------------ | ------------------------------------------------------------ | ------------------------------------------------------------ | ------------------------------------------------------------ |
|                                                              | 1⁄2 セント                                                   | 0.85 セント                                                  |                                                              |                                                              |                                                              | アルミニウム                                                 | "CYPRUS・ ΚΥΠΡΟΣ・ KIBRIS" 国章 鋳造年                       | シクラメン | 1983年                                                       | 1992年 10月1日                                               | 2001年 12月1日                                               |                                                              |
|                                                              | 1 セント                                                     | 1.71 セント                                                  | 16.5 mm                                                      | 1.35 mm                                                      | 2g                                                           | 銅、 亜鉛、 ニッケル                                         | "CYPRUS・ ΚΥΠΡΟΣ・ KIBRIS" 国章 鋳造年                       | 額面、アルカイック時代のバイクローム土器から伸びる木の枝の前に鳥                                                                                  | 1983年                                                       | 2008年 1月21日                                               | 2009年 12月31日                                              | μονόσεν                                                      |
|                                                              | 2 セント                                                     | 3.42 セント                                                  | 19 mm                                                        | 1.25 mm                                                      | 2.5g                                                         | 銅、 亜鉛、 ニッケル                                         | "CYPRUS・ ΚΥΠΡΟΣ・ KIBRIS" 国章 鋳造年                       | 額面、紀元前13世紀中ごろの皿から飛び出す2頭のヤギ                                                                                                 | 1983年                                                       | 2008年 1月21日                                               | 2009年 12月31日                                              | δίσεντο                                                      |
|                                                              | 5 セント                                                     | 8.54 セント                                                  | 22 mm                                                        | 1.4 mm                                                       | 3.75g                                                        | 銅、 亜鉛、 ニッケル                                         | "CYPRUS・ ΚΥΠΡΟΣ・ KIBRIS" 国章 鋳造年                       | 額面、紀元前14世紀ごろの銀の皿（フィアレ）から飛び出すウシの頭部                                                                                  | 1983年                                                       | 2008年 1月21日                                               | 2009年 12月31日                                              | πεντάρα, σελίνι                                              |
|                                                              | 10 セント                                                    | 17.09 セント                                                 | 24.5 mm                                                      | 1.7 mm                                                       | 5.5g                                                         | 銅、 亜鉛、 ニッケル                                         | "CYPRUS・ ΚΥΠΡΟΣ・ KIBRIS" 国章 鋳造年                       | 額面、フォイニで発見された近代的な粘土の花瓶に花と鳥                                                                                              | 1983年                                                       | 2008年 1月21日                                               | 2009年 12月31日                                              | δεκάρα, διπλοσέλινο, τσιφτές                                 |
|                                                              | 20 セント                                                    | 34.17 セント                                                 | 27.25 mm                                                     | 1.8 mm                                                       | 7.75g                                                        | 銅、 亜鉛、 ニッケル                                         | "CYPRUS・ ΚΥΠΡΟΣ・ KIBRIS" 国章 鋳造年                       | ? | 1983年                                                       | 2008年 1月21日                                               | 2009年 12月31日                                              | εικοσάρα, τετρασέλινο                                        |
|                                                              | 20 セント                                                    | 34.17 セント                                                 | 27.25 mm                                                     | 1.8 mm                                                       | 7.75g                                                        | 銅、 亜鉛、 ニッケル                                         | "CYPRUS・ ΚΥΠΡΟΣ・ KIBRIS" 国章 鋳造年                       | "ΖΗΝΩΝ Ο ΚΙΤΙΕΥΣ" | 1989年                                                       | 2008年 1月21日                                               | 2009年 12月31日                                              | εικοσάρα, τετρασέλινο                                        |
|                                                              | 50 セント                                                    | 85.43 セント                                                 | 26 mm                                                        | 1.8 mm                                                       | 7g                                                           | 白銅                                                         | "CYPRUS・ ΚΥΠΡΟΣ・ KIBRIS" 国章 鋳造年                       | 紀元前4世紀に島内にあったマリオン王国で作られていた硬貨に刻まれていた図柄（エウローペーを誘拐するウシに化けたゼウス、「ティモカリス王」を示す刻印 | 1991年                                                       | 2008年 1月31日                                               | 2009年 12月31日                                              | πενηντάρα, δεκασέλινο                                        |

## 紙幣

### 十進法化以前
1914年、政府は10シリング、1ポンド、5ポンドの緊急紙幣を発行した。通常の紙幣が発行されるようになったのは1917年以降のことであった。5シリング、10シリング紙幣と1ポンド、10ポンド紙幣が導入されたのは1917年のことで、1シリング、2シリング紙幣は1920年、5シリング紙幣は1926年から発行されるようになった。10シリング以下の額面の紙幣は1920年から一時的に発行が停止されたが1939年に再び発行されるようになり、また1943年から1944年の間には3ピアストル紙幣も発行されていた。その後1947年に1シリングと2シリングは硬貨で発行されるようになった。

### ミル紙幣
1955年、5シリングと10シリング紙幣がそれぞれ250ミル、500ミル紙幣に切り替えられた。1964年に紙幣発行をキプロス中央銀行が引き継1977年に10ポンド紙幣が導入された。250ミル紙幣の印刷はセントが導入される直前の1982年に終了した。

### セント紙幣
1983年に500ミル紙幣が50セント紙幣に切り替えられ、1992年には20ポンド紙幣が導入された。
| 画像を使うときは \|ユーロ導入直前に発行されていたキプロスの紙幣 | 画像を使うときは \|ユーロ導入直前に発行されていたキプロスの紙幣 | 画像を使うときは \|ユーロ導入直前に発行されていたキプロスの紙幣 | 画像を使うときは \|ユーロ導入直前に発行されていたキプロスの紙幣 | 画像を使うときは \|ユーロ導入直前に発行されていたキプロスの紙幣 | 画像を使うときは \|ユーロ導入直前に発行されていたキプロスの紙幣 | 画像を使うときは \|ユーロ導入直前に発行されていたキプロスの紙幣            | 画像を使うときは \|ユーロ導入直前に発行されていたキプロスの紙幣                                          | 画像を使うときは \|ユーロ導入直前に発行されていたキプロスの紙幣 | 画像を使うときは \|ユーロ導入直前に発行されていたキプロスの紙幣 | 画像を使うときは \|ユーロ導入直前に発行されていたキプロスの紙幣 | 画像を使うときは \|ユーロ導入直前に発行されていたキプロスの紙幣 | 画像を使うときは \|ユーロ導入直前に発行されていたキプロスの紙幣 |
| 画像                                                            | 画像                                                            | 額面                                                            | €換算                                                           | 寸法                                                            | 基調色                                                          | 記載事項                                                                   | 記載事項                                                                                                 | 記載事項                                                        | 日付                                                            | 日付                                                            | 日付                                                            | 通称                                                            |
| 表面                                                            | 裏面                                                            | 額面                                                            | €換算                                                           | 寸法                                                            | 基調色                                                          | 表面                                                                       | 裏面 | 透かし                                                          | 印刷開始                                                        | 失効                                                            | 交換終了                                                        | 通称                                                            |
| --------------------------------------------------------------- | --------------------------------------------------------------- | --------------------------------------------------------------- | --------------------------------------------------------------- | --------------------------------------------------------------- | --------------------------------------------------------------- | -------------------------------------------------------------------------- | --- | --------------------------------------------------------------- | --------------------------------------------------------------- | --------------------------------------------------------------- | --------------------------------------------------------------- | --------------------------------------------------------------- |
|                                                                 |                                                                 | ￡1                                                             | 1.71                                                            | 140×68 mm                                                       | 茶色                                                            | 伝統衣装を身にまとうキプロスの少女                                         | カト・ドリス村、手芸品、詩、レース                                                                       | アフロディーテー                                                | 1997年 2月1日                                                   | 2008年 1月31日                                                  | 2017年 12月31日                                                 | λίρα                                                            |
|                                                                 |                                                                 | ￡5                                                             | 8.54                                                            | 148×72 mm                                                       | 紫色                                                            | ポタミアで発見された、紀元前5世紀ごろに石灰石で作られた若い男性の像の頭部  | ペリステロナの教会とトルコ風モスク                                                                       | アフロディーテー                                                | 1997年 2月1日                                                   | 2008年 1月31日                                                  | 2017年 12月31日                                                 | πεντόλιρο                                                       |
|                                                                 |                                                                 | ￡10                                                            | 17.09                                                           | 156×76 mm                                                       | 緑色                                                            | パフォスで発見された、古代ローマ支配期に大理石で作られたアルテミス像の頭部 | キプロスムシクイ、アオウミガメ、パフォスの青いチョウ、キプロスムフロン、キプロスチューリップ、シクラメン | アフロディーテー                                                | 1997年 2月1日                                                   | 2008年 1月31日                                                  | 2017年 12月31日                                                 | δεκάλιρο                                                        |
|                                                                 |                                                                 | ￡20                                                            | 34.17                                                           | 164×80 mm                                                       | 青色                                                            | アフロディーテー（紀元前1世紀にソロイで発見された彫刻の上部）              | キレニア船（紀元前4世紀）、ペトラ・トゥ・ロミウ                                                          | アフロディーテー                                                | 1997年 10月1日                                                  | 2008年 1月31日                                                  | 2017年 12月31日                                                 | εικοσάλιρο                                                      |

20ポンド紙幣の1992年・1993年版はデザインについては廃止直前のものとほぼ同じである。ところがこれらは外見や感触が違うにもかかわらず1987年から1992年までの版と同じものとして扱われることがある。またキプロス中央銀行はほかの1987年から1992年版のものを同じく、1992年・1993年版の20ポンド紙幣をユーロ導入直前に法的効力を消滅させている。